# Towarzystwo Gimnastyczne „Sokół” w Żywcu

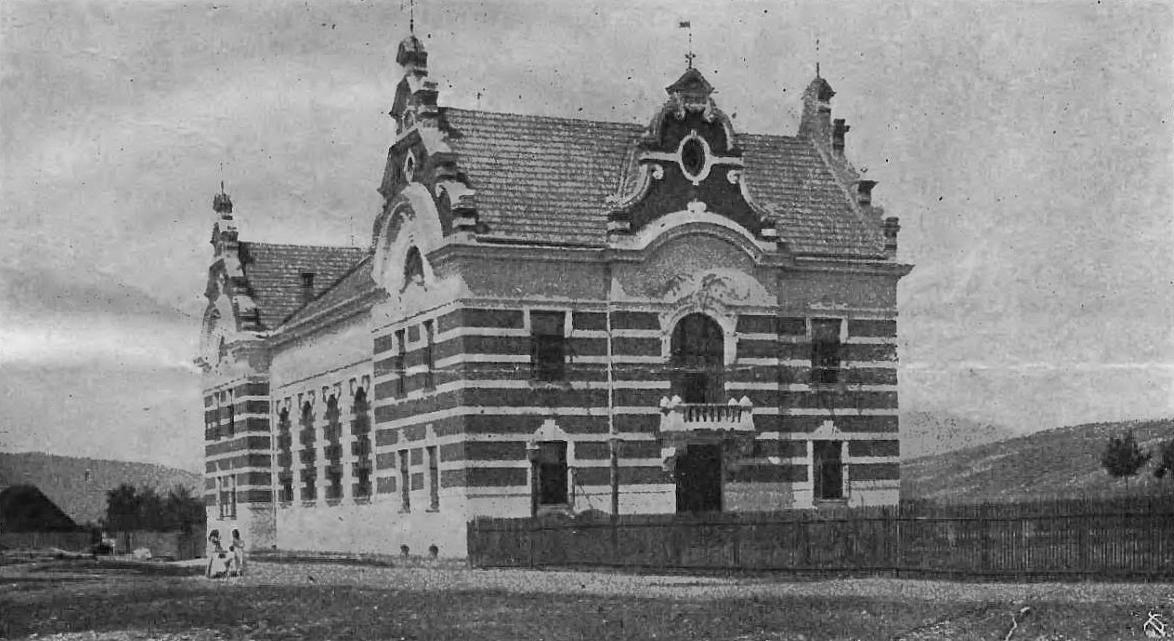
Gmach „Sokoła” w Żywcu (1905)

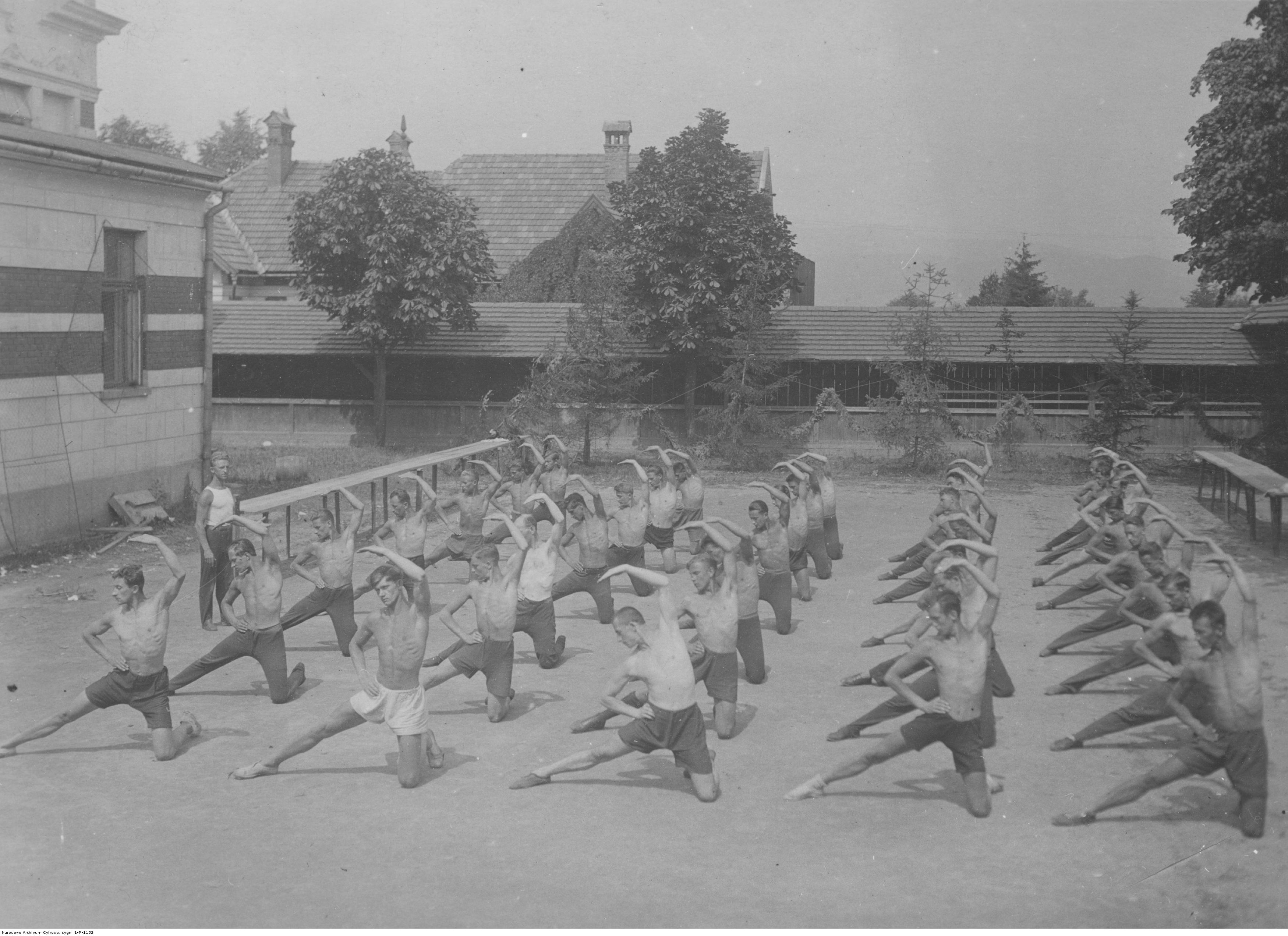
Kurs dla instruktorów Towarzystwa Gimnastycznego "Sokół" w Żywcu w 1928 roku.

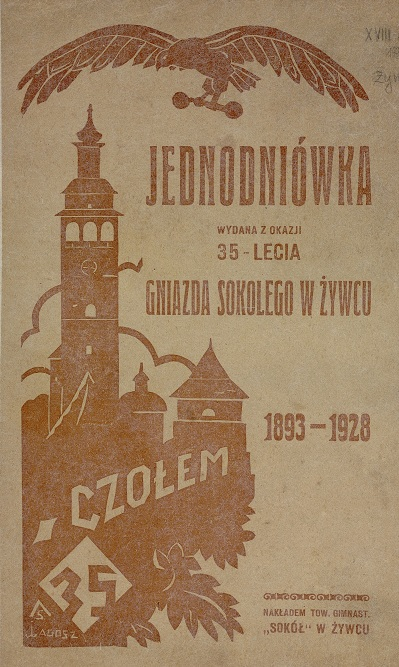
Okolicznościowy druk upamiętniający działalność TG Sokół w Żywcu w latach 1893–1928.

Towarzystwo Gimnastyczne „Sokół” w Żywcu – jedno z gniazd Polskiego Towarzystwa Gimnastycznego „Sokół” utworzone w 1893 roku w galicyjskim Żywcu. 

## Geneza
Pierwsze organizacje sokolskie tworzyły się w Galicji i na Śląsku już w XIX wieku. Idea tworzenia towarzystw gimnastycznych rozpowszechniła się wśród Polaków przychodząc z Czech. Pierwsze polskie gniazdo ruchu sokolskiego zostało założone w 1867 roku we Lwowie, stolicy austriackiej Galicji. Natomiast pierwsze gniazdo „Sokoła” utworzone przez Polaków mieszkających na Dolnym Śląsku powstało 21 lipca 1894 roku we Wrocławiu.
Zamiar zawiązania oddziału „Sokoła” w należącym do austriackiej Galicji Żywcu mieszkańcy zainteresowani sportem podjęli w 1891 roku czyli dwa lata przed rzeczywistym założeniem organizacji. Wtedy to kilkuosobowa delegacja po instrukcje i wskazówki udała się z Żywca; do siedziby organizacji we Lwowie.

## Historia
Oddział Polskiego Towarzystwa Gimnastycznego „Sokół” założony został oficjalnie w Żywcu 15 lipca 1893 roku. Walne zgromadzenie założycielskie na prezesa mianowała Władysława Namysłowskiego, a na jego zastępcę Jana Łazarskiego. 7 września 1902 roku został wmurowany kamień węgielny. Budowa gmachu była już zaawansowana, ściany wymurowano na wysokość parteru. Projekt budynku przygotował były prezes żywieckiego Sokoła inżynier Barański. Budowę nadzorował druh Munk. W 1905 odbył się zlot sokoli w Żywcu. Żywieckie gniazdo „Sokoła” podporządkowane było organizacyjnie I krakowskiemu okręgowi tej organizacji tzw. dzielnicy krakowskiej, a w 1924 roku dzięki staraniom Jerzego Szczurka prezesa „Sokoła” w Cieszynie do nowo utworzonego X okręgu cieszyńskiego.